# Bandysie
Bandysie – wieś sołecka w Polsce położona w województwie mazowieckim, w powiecie ostrołęckim, w gminie Czarnia.
Wierni Kościoła rzymskokatolickiego należą do parafii Niepokalanego Poczęcia Najświętszej Maryi Panny w Czarni k. Myszyńca.

## Nazwa
Etymologię nazwy wyprowadzano od bandytów, zbiegów, którzy mieli się tu osiedlić. Ludwik Krzywicki twierdził, że nazwa wsi wzięła się od Bandysia, człowieka wydalonego z bractwa bartnego. W XVII-wiecznych aktach bartnych określenie bandyś nazywano wywołańców z puszczy.

## Historia
W latach 1921–1931 wieś leżała w województwie białostockim, w powiecie ostrołęckim, w gminie Wach (od 1931 w gminie Czarnia).
Według Powszechnego Spisu Ludności z 1921 roku wieś zamieszkiwało 492 osoby w 84 budynkach mieszkalnych. Miejscowość należała do parafii rzymskokatolickiej w Myszyńcu. Podlegała pod Sąd Grodzki w Myszyńcu i Okręgowy w Łomży; właściwy urząd pocztowy mieścił się w m. Czarnia.
W wyniku agresji III Rzeszy na Polskę we wrześniu 1939 tereny byłej gminy znalazły się pod okupacją niemiecką i do wyzwolenia wchodziła w skład Landkreis Scharfenwiese, rejencji ciechanowskiej w prowincji Prusy Wschodnie.
15 sierpnia 1944 w okolicach Bandyś został rozbity oddział specjalny Jagdkommando dowodzony przez Jagdkomandoführera Antona Zuchslanda, który został sprowadzony z Białostocczyzny w celu zwalczenia partyzantów. Pokonał go III batalion dowodzony przez Kazimierza Stefanowicza "Asa".
3 października 1944 roku wojska niemieckie dokonały pacyfikacji wsi Bandysie. Przyczyną była chęć odwetu na mieszkańcach za pomoc okazywaną partyzantom, a także chęć zdławienia silnego na tym terenie ruchu oporu. W jej wyniku 120 mężczyzn z Bandyś zostało wywiezionych do obozów w Działdowie i Stutthofie. Tragizm wydarzeń potęguje fakt, że rozegrały się one na kilka miesięcy przed zakończeniem II wojny światowej. Rodziny wywiezionych jeszcze przez wiele lat poszukiwały wiedzy odnośnie losu aresztowanych rolników, spośród których powrócili nieliczni.
W 2014 we wsi reaktywowano obrzęd pustych nocy – czuwanie i modlitwy za pomordowanych z Bandyś.
W latach 1954–1959 wieś należała i była siedzibą władz gromady Bandysie, po jej zniesieniu w gromadzie Czarnia. W latach 1975–1998 miejscowość administracyjnie należała do województwa ostrołęckiego.

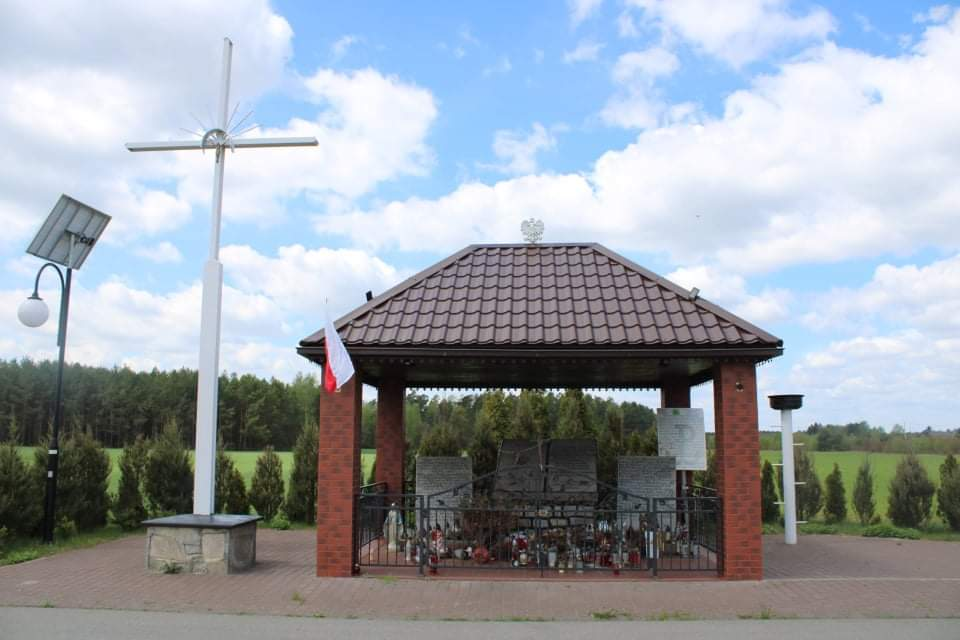
Pomnik na pamiątkę pacyfikacji wsi
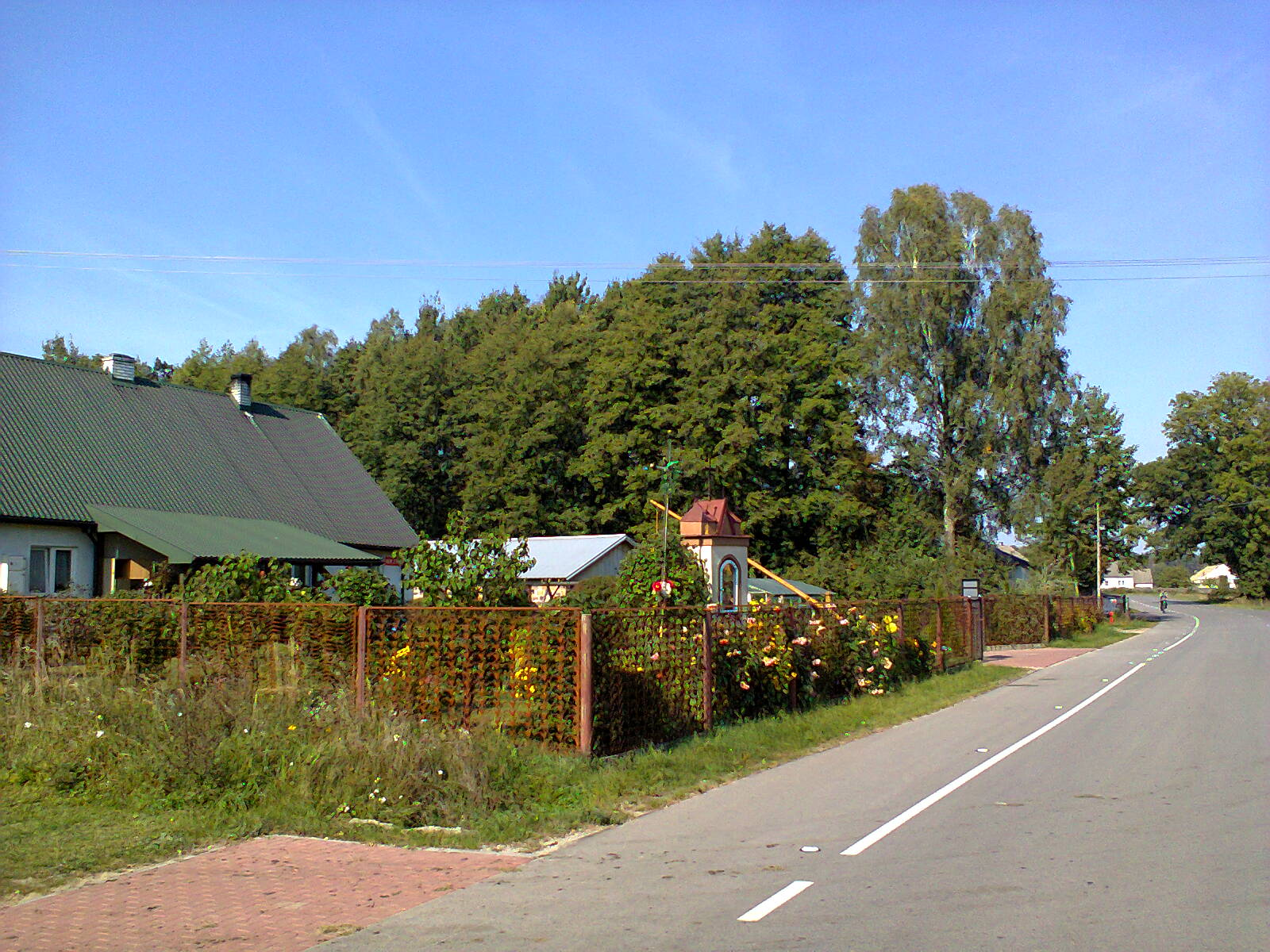
Jedna z kapliczek we wsi
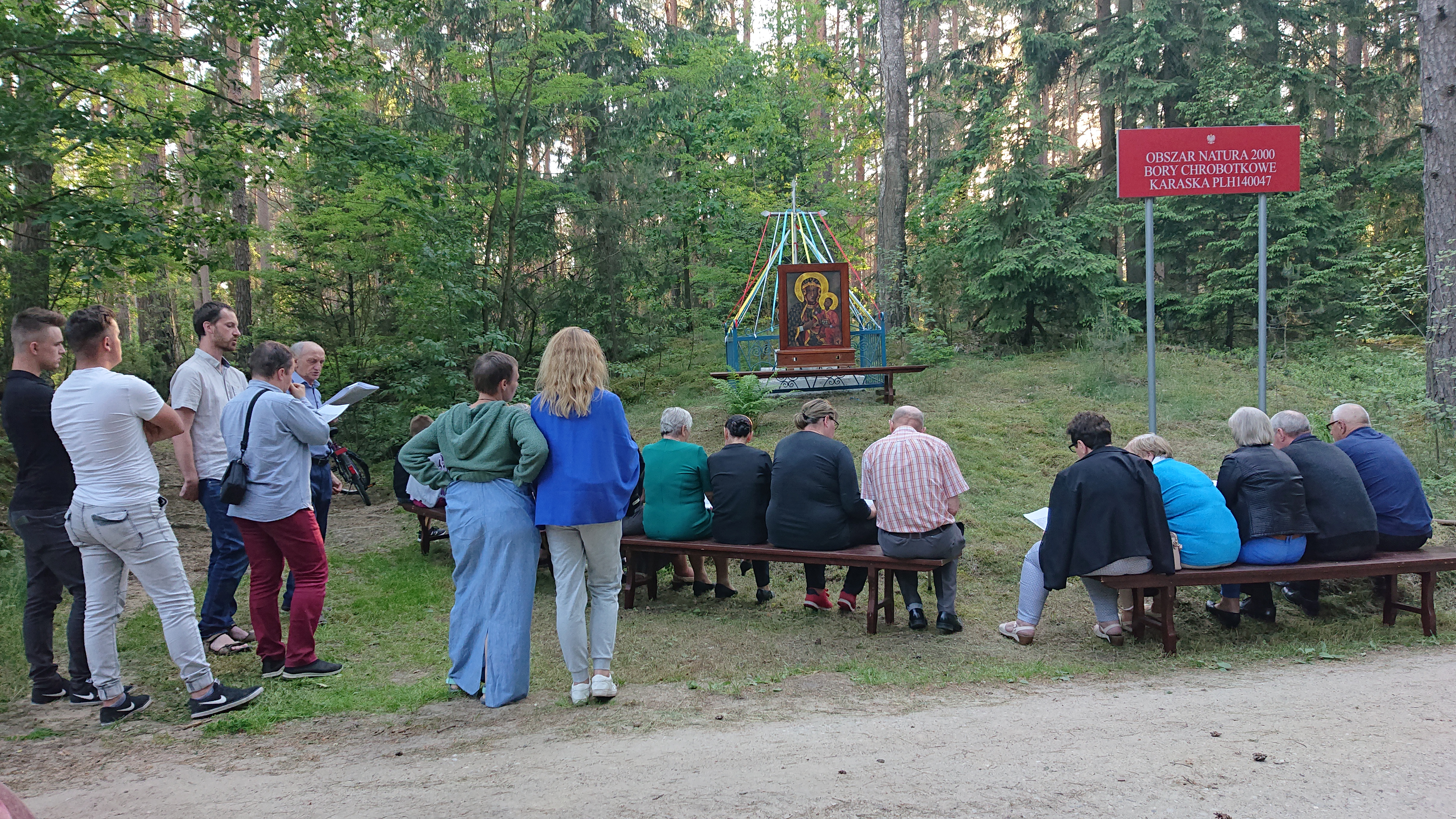
Oktawa Bożego Ciała